# يانوشس تراومشتونده
Janoschs Traumstunde هو سلسة رسوم متحركة ألمانية للأطفال تم عرضها من عام 1986 إلى عام 1990. يقوم هذا المسلسل على أعمال الفنان الألماني وكاتب قصص الأطفال يانوش. أخرج السلسلة كلٌ من Jürgen Egenolf, Uwe-Peter Jeske, and Wolfgang Urchs.

## معنى العنوان
المعنى الحرفي للعنوان هو: ساعة حلم يانوش. حيث Janosch هو اسم الفنان، و Traum تعني حلم، وstunde تعني ساعة.

## روابط خارجية
- يانوشس تراومشتونده على موقع IMDb (الإنجليزية)
- يانوشس تراومشتونده على موقع كينوبويسك (الروسية)
- يانوشس تراومشتونده على موقع قاعدة بيانات الفيلم (الإنجليزية)

رابط القناة على اليوتيوب.